# Dolmen El Milano
El dolmen El Milano (también llamado de las Cercas del Milano) se encuentra a unos 5 kilómetros al sudoeste de Barcarrota, cerca de Badajoz en Extremadura (España).
El dolmen el Milano es el más grande del municipio de Barcarrota y uno de los más grandes de Extremadura, con una longitud total de once metros. La arquitectura del dolmen, no lejos de la frontera con Portugal, está influenciada por la forma típica del oeste de anta y no por los dólmenes de España. Se han conservado los siete ortostatos de la cámara, cuyo tamaño es de 3,70 x 4,50 m. La placa de techo grande del sistema megalítico tipo anta, originariamente de 4,45 x 3,55 m, está dividida. Cayó hacia la entrada y está sostenida por vigas de acero. Alrededor del dolmen hay una acumulación de piedras y tierra que forman el resto de la colina redonda. 
Los postes de la cerca de concreto del recinto probablemente fueron empujados hacia abajo por el ganado. 
Cerca está el dolmen La Lapita.